# Nickelodeon Kids’ Choice Awards 2019
32. gala Nickelodeon Kids’ Choice Awards odbyła się 23 marca 2019. Prowadzącym galę był amerykański DJ oraz producent muzyczny DJ Khaled. Gala po raz jedenasty była transmitowana na kanale Nickelodeon Polska z MTV Polska, a transmisja odbyła się w niedzielę 24 marca 2019.

## Prowadzący
- DJ Khaled

## Nominacje
Nominacje zostały oficjalnie potwierdzone dnia 26 lutego 2019 przez Lizę Koshy, prowadzącą teleturniej Double Dare.

### Film
| - Aquaman - Avengers: Wojna bez granic (wygrana) - Czarna Pantera - Mary Poppins powraca - The Kissing Booth - Do wszystkich chłopców, których kochałam - Chadwick Boseman jako T’Challa / Czarna Pantera z filmu Czarna Pantera - Noah Centineo jako Peter Kavinsky z filmu Do wszystkich chłopców, których kochałam (wygrana) - Chris Evans jako Steve Rogers / Kapitan Ameryka z filmu Avengers: Wojna bez granic - Chris Hemsworth jako Thor z filmu Avengers: Wojna bez granic - Dwayne Johnson jako Will Sawyer z filmu Drapacz chmur - Jason Momoa jako Arthur Curry / Aquaman z filmu Aquaman - Emily Blunt jako Mary Poppins z filmu Mary Poppins powraca - Scarlett Johansson jako Natasha Romanoff / Czarna Wdowa z filmu Avengers: Wojna bez granic - Joey King jako Elle Evans z filmu The Kissing Booth (wygrana) - Lupita Nyong’o jako Nakia z filmu Czarna Pantera - Rihanna jako Nine Ball z filmu Ocean’s 8 - Zoe Saldaña jako Gamora z filmu Avengers: Wojna bez granic - Chadwick Boseman jako T’Challa / Czarna Pantera z filmu Czarna Pantera - Robert Downey Jr. jako Tony Stark / Iron Man z filmu Avengers: Wojna bez granic (wygrana) - Chris Evans jako Steve Rogers / Kapitan Ameryka z filmu Avengers: Wojna bez granic - Chris Hemsworth jako Thor z filmu Avengers: Wojna bez granic - Scarlett Johansson jako Natasha Romanoff / Czarna Wdowa z filmu Avengers: Wojna bez granic - Jason Momoa jako Arthur Curry / Aquaman z filmu Aquaman | - Emilia Clarke jako Qi’ra z filmu Han Solo: Gwiezdne wojny – historie - Danai Gurira jako Okoye z filmu Czarna Pantera - Michael B. Jordan jako Adonis Creed z filmu Creed II - Dwayne Johnson jako Will Sawyer z filmu Drapacz chmur - Chris Pratt jako Owen Grady z filmu Jurassic World: Upadłe królestwo (wygrana) - Zoe Saldaña jako Gamora z filmu Avengers: Wojna bez granic - Grinch - Hotel Transylwania 3 - Iniemamocni 2 (wygrana) - Piotruś Królik - Ralph Demolka w internecie - Spider-Man Uniwersum - James Corden jako Piotruś Królik z filmu Piotruś Królik - Benedict Cumberbatch jako Grinch z filmu Grinch - Shameik Moore jako Miles Morales z filmu Spider-Man Uniwersum - Andy Samberg jako Jonathan z filmu Hotel Transylwania 3 - Adam Sandler jako Drakula z filmu Hotel Transylwania 3 (wygrana) - Channing Tatum jako Migo z filmu Mała Stopa - Kristen Bell jako Jade Wilson z filmu Młodzi Tytani: Akcja! Film - Gal Gadot jako Shank z filmu Ralph Demolka w internecie - Selena Gomez jako Mavis z filmu Hotel Transylwania 3 (wygrana) - Yara Shahidi jako Brenda z filmu Mała Stopa - Hailee Steinfeld jako Gwen Stacy / Spider-Gwen z filmu Spider-Man Uniwersum - Zendaya jako Meechee z filmu Mała Stopa |

### Telewizja
| - Teoria wielkiego podrywu - Obóz Kikiwaka - Pełniejsza chata (wygrana) - Niebezpieczny Henryk - Współczesna rodzina - Raven na chacie - Seria niefortunnych zdarzeń - Chilling Adventures of Sabrina - Flash - Riverdale (wygrana) - Stranger Things - Żywe trupy - Millie Bobby Brown jako Eleven z serialu Stranger Things - Candace Cameron Bure jako D.J. Tanner-Fuller z serialu Pełniejsza chata - Kaley Cuoco jako Penny z serialu Teoria wielkiego podrywu - Peyton Elizabeth Lee jako Andi Mack z serialu Andi Mack - Raven-Symoné jako Raven Baxter z serialu Raven na chacie - Zendaya jako K.C. Cooper z serialu K.C. nastoletnia agentka (wygrana) - Karan Brar jako Ravi Ross z serialu Obóz Kikiwaka - Grant Gustin jako Barry Allen / Flash z serialu Flash - Neil Patrick Harris jako hrabia Olaf z serialu Seria niefortunnych zdarzeń - Caleb McLaughlin jako Lucas Sinclair z serialu Stranger Things - Jace Norman jako Henryk Hart / Niebezpieczny z serialu Niebezpieczny Henryk (wygrana) - Jim Parsons jako Sheldon Cooper z serialu Teoria wielkiego podrywu | - America’s Got Talent (wygrana) - American Idol - American Ninja Warrior - Dancing with the Stars: Juniors - Double Dare - The Voice - Tyra Banks – America’s Got Talent - Nick Cannon i JoJo Siwa – Lip Sync Battle Shorties - Ellen DeGeneres – Ellen’s Game of Games (wygrana) - Kevin Hart – TKO: Total Knock Out - Liza Koshy i Marc Summers – Double Dare - Ryan Seacrest – American Idol - Mel B, Simon Cowell, Heidi Klum i Howie Mandel – America’s Got Talent (wygrana) - Luke Bryan, Katy Perry i Lionel Richie – American Idol - Len Goodman, Carrie Ann Inaba i Bruno Tonioli – Dancing with the Stars - Sean Combs, DJ Khaled i Meghan Trainor – The Four: Battle for Stardom - Kelly Clarkson, Jennifer Hudson, Adam Levine i Blake Shelton – The Voice - Jennifer Lopez, Derek Hough i Ne-Yo – World of Dance - Alvin i wiewiórki - Dzieciak rządzi: Znowu w grze - Harmidom - Wojownicze Żółwie Ninja: Ewolucja - SpongeBob Kanciastoporty (wygrana) - Młodzi Tytani: Akcja! |

### Muzyka
| - Fall Out Boy - The Chainsmokers - Imagine Dragons - Maroon 5 (wygrana) - Migos - Twenty One Pilots - Luke Bryan - DJ Khaled - Drake - Bruno Mars - Shawn Mendes (wygrana) - Justin Timberlake - Beyoncé - Camila Cabello - Cardi B - Selena Gomez - Ariana Grande (wygrana) - Taylor Swift - „Delicate” – Taylor Swift - „In My Blood” – Shawn Mendes - „In My Feelings” – Drake - „Natural” – Imagine Dragons - „Thank U, Next” – Ariana Grande (wygrana) - „Youngblood” – 5 Seconds of Summer | - Kane Brown - Dan + Shay - Cardi B - Billie Eilish (wygrana) - Juice WRLD - Post Malone - „Girls Like You” – Maroon 5 z udziałem Cardi B - „Happier” – Marshmello z udziałem zespołu Bastille - „I Like It” – Cardi B z udziałem Bad Bunny’ego i J Balvina - „Meant to Be” – Bebe Rexha z udziałem zespołu Florida Georgia Line - „No Brainer” – DJ Khaled z udziałem Justina Biebera, Quavo i Chance the Rapper (wygrana) - „Sicko Mode” – Travis Scott z udziałem Drake’a - Baby Ariel - Chloe x Halle - Jack & Jack - JoJo Siwa (wygrana) - Max & Harvey - Why Don’t We - Davido (Afryka) - Blackpink (Azja) - Troye Sivan (Australia i Nowa Zelandia) - David Guetta (Europa) - Taylor Swift (Ameryka Północna) (wygrana) - J Balvin (Ameryka Łacińska) - HRVY (Wielka Brytania) |

### Pozostałe kategorie
| - Just Dance 2019 (wygrana) - Lego The Incredibles - Marvel’s Spider-Man - Super Smash Bros. Ultimate - Super Mario Party - DanTDM - Jacksepticeye - Markiplier - Ninja - PopularMMOs - SSSniperWolf (wygrana) | - David Dobrik (wygrana) - Emma Chamberlain - Guava Juice - Lilly Singh - Miranda Sings - Ryan ToysReview |